# Flywheel, Shyster & Flywheel
Flywheel, Shyster & Flywheel (zunächst Beagle, Shyster & Beagle) war eine Radioshow mit Groucho und Chico Marx. Es wurden zwischen dem 28. November 1932 und dem 22. Mai 1933 insgesamt 26 halbstündige Folgen ausgestrahlt. Die Sendung wurde von der Standard Oil Company und der Colonial Beacon Oil zur Werbung für die gemeinsamen Esso-Produkte produziert. 
Die ersten drei Folgen wurden unter dem Namen Beagle, Shyster & Beagle ausgestrahlt. Der Titel wurde geändert, nachdem ein New Yorker Rechtsanwalt mit Namen Beagle eine Verleumdungsklage androhte.
Von den originalen Sendungen wurden bis auf die letzte Folge alle Aufnahmen vernichtet, allerdings wurden 1988 von insgesamt 25 Folgen die Originale der von Nat Perrin und Arthur Sheekman verfassten Drehbücher im Archiv der Library of Congress wiederentdeckt. Basierend auf diesen Drehbüchern begann 1990 die BBC, die Serie neu mit Imitatoren von Groucho und Chico Marx aufzunehmen. Im Deutschen gibt es eine Hörspielfassung mit 25 Folgen nach der Übersetzung von Harry Rowohlt und Sven Böttcher, die 1989 als WDR-Produktion aufgenommen wurde. Die drei Hauptrollen werden dabei von Harald Leipnitz (Waldorf T. Flywheel), Stefan Behrens (Emanuel Ravelli) und Corinna Genest (Miss Dimple) gesprochen, in Nebenrollen sind Sprecher wie Gert Haucke, Brigitte Mira, Horst Niendorf, Carolin van Bergen, Wilfried Herbst und Heinz-Theo Branding zu hören.

## Charaktere und Rahmenhandlung
Die Radioshow spielte um Szenen in einem Rechtsanwaltsbüro, in dem Groucho Marx den Rechtsanwalt Waldorf T. Flywheel (in den ersten drei Folgen Waldorf T. Beagle) spricht und Chico Marx seinen Gehilfen Emmanuel Ravelli. 
Waldorf T. Flywheel ist frech, bisweilen unverschämt und brüskiert seine Klienten ständig durch Sprüche über ihr Aussehen, ihre Kleidung usw. Der naive Emanuel Ravelli, dessen italienische Abstammung der Hörer leicht an seinem Akzent erkennt, ist lebenslustig und deshalb nicht wirklich an seiner Arbeit, dafür umso mehr an Frauen, am Billardspiel und der Gelegenheit zu Taschendiebstählen interessiert. Die bemitleidenswerten Klienten, die sich in die Kanzlei verirren, werden also meist von Flywheel standardmäßig beleidigt und von Ravelli bestohlen, bevor sie das unter chronischem Geldmangel leidende Duo in weitere Unannehmlichkeiten verwickelt. Miss Dimple, Flywheels Sekretärin, ist die dritte in allen Folgen vorkommende Person, hat aber keinen besonders ausgearbeiteten Charakter, sondern dient mehr als Pointengeber für Flywheel und Ravelli.
Die Handlung der einzelnen Folgen ist prinzipiell zweitrangig. Sie dient dazu, die beiden Protagonisten an neue Orte zu führen (Gerichtssaal, Wahlveranstaltung, Boxhalle, Bauernhof), um so neues "Futter" für Pointen zu bekommen. Ganz allgemein lässt sich sagen, dass fast jeder zweite Satz in den Dialogen eine Pointe ist: Die Folgen beziehen ihren Reiz durch die ungeheure Dichte an Gags, nicht durch eine "Story" im engeren Sinn. So verhalten sich alle Figuren der Nonsens-Serie höchst unrealistisch – kein Klient würde seinen Rechtsanwalt mit finanziellen Angelegenheiten betrauen, nachdem dieser ein halbes Dutzend Witze auf seine Kosten gemacht hat. Wie wenig es den Autoren auf die inhaltliche Stimmigkeit ankam, zeigt auch, dass es in den Drehbüchern immer wieder kleinere Ungenauigkeiten gab – eine Nebenfigur konnte auf der einen Seite "Bill" und auf der nächsten Seite "Buck" heißen. Das störte nicht, da die Figur lediglich als Zielscheibe für die Sprüche von Flywheel und Ravelli konzipiert war. 
Am Ende vieler Folgen gab es Werbung für die beiden Produkte Esso-Benzin und Essolube-Motoröl, verpackt in die für die Folge so typischen Wortspiele ("He ought to be thankful" – "Tankful? I got a pretty tankful of Esso, which is better than any gasoline!" / "Er sollte dankbar sein." – "Tankbar? Ich weiß was tankbar ist: Esso!").